# Шаджаханпур (подокруг)
Шаджаханпур (бенг. শাজাহানপুর, англ. Shajahanpur) — подокруг на севере Бангладеш. Входит в состав округа Богра в области Раджшахи.

## История
Создан в 2003 году и является самым молодым по времени создания подокругом в округе Богра.

## География
Площадь подокруга составляет 221,69 кв. км. Шаджаханпур граничит со следующими подокругами: на севере — с Богра-Садар, на востоке — с Габтали и Дхунат, на юге — с Шерпур, на юго-западе — с Нандиграм, и на западе с Кахалу. По южной части подокруга протекает река Каратоя.

## Демография
По данным официальной переписи населения 2011 года, население подокруга Шаджаханпур составляло 289 804 человек, доля городского населения — 21,4 %. 8,9% населения были детьми младше 5 лет. Уровень грамотности населения состявлял 57,7 %, что выше среднего уровня по Бангладеш (51,8 %).